# Berurja
Berurja (aramäisch ברוריה) gilt als die einzige in der talmudischen Literatur als Gelehrte bezeichnete Frau, von der in der rabbinischen Literatur zahlreiche Anekdoten überliefert sind.
Sie zählt zur dritten Generation der Tannaiten, um das 2. Jahrhundert. Sie war die Tochter von Chanina ben Teradjon und Gattin von Rabbi Meir.
Berurja ist die einzige Frau in der talmudischen Literatur, deren halachische Ansichten und Meinungen Berücksichtigung finden. Sie soll an einem einzigen Tag von den Rabbinen 300 Halachot gelernt haben (Traktat Pesachim 62b). Ihre überragende Gelehrsamkeit fand noch bei den in Babylonien und Palästina diskutierenden Amoräern Bewunderung.
Bekannt ist aus der Literatur, dass sie den vor allem für seine aggadische Arbeit gerühmten („Überall wo du die Worte Eliesers in der Haggada hörst, neige dein Ohr hin, einem Trichter gleich“, bab. Chullin 89 a) Gelehrten Elieser ben Jose ha-Gelili ebenso zurechtzuweisen verstand wie ihren Mann, Rabbi Meir, einen der Verfasser der Mischna.

## Tod durch Suizid
Im babylonischen Talmud wird der Tod von Berurja lediglich angedeutet. Regelrecht mit Legenden ausgestaltet wurde er allerdings von Raschi. Demnach habe Rabbi Meir seine Ehefrau Berurja zur Prüfung ihrer großen Willensstärke zum Ehebruch überreden wollen. Nachdem sie sich tatsächlich habe hinreißen lassen, habe sie sich danach aus Scham erdrosselt.